# Wayne Maki
Wayne Maki (* 10. November 1944 in Sault Ste. Marie, Ontario; † 1. Mai 1974) war ein kanadischer Eishockeyspieler, der in seiner aktiven Zeit von 1963 bis 1974 unter anderem für die Chicago Black Hawks, St. Louis Blues und Vancouver Canucks in der National Hockey League gespielt hat. Sein Bruder Chico war ebenfalls ein professioneller Eishockeyspieler.

## Karriere
Maki spielte während seiner Juniorenzeit in der Northern Ontario Junior Hockey League bei den Sault Ste. Marie Greyhounds in seiner Heimatstadt. Es folgte ein Jahr bei den St. Catharines Black Hawks, wo er gemeinsam mit Ken Hodge in einer Sturmreihe stand. Zum Ende der Saison spielte er erstmals bei den Senioren für die St. Louis Braves in der Central Professional Hockey League.
Sein Debüt in der National Hockey League gab Maki in der Saison 1967/68. Bei den Chicago Black Hawks stand er gemeinsam mit seinem Bruder Chico im Kader. Wayne selbst pendelte zwischen NHL und Farmteam. Im Jahr darauf war er nur noch einmal in der NHL im Einsatz und holte in diesem Jahr den Titel der Central Hockey League mit den Dallas Black Hawks. In der Vorbereitung auf die Saison 1969/70, für die er zu den St. Louis Blues gewechselt war, kam es in einem Testspiel gegen die Boston Bruins zu einer Auseinandersetzung mit Bostons Verteidiger Ted Green, bei dem Green von Maki mit einem Stockschlag so heftig getroffen wurde, dass er mit einem Schädelbasisbruch und Gehirnverletzungen in Lebensgefahr schwebte. Die NHL sperrte Maki, gegen den auch juristische Schritte eingeleitet wurden, für 30 Tage. Für St. Louis kam er nur zu 16 Einsätzen in dieser Saison. Meist spielte er für die Buffalo Bisons, mit denen er den Titel der American Hockey League gewann. Erst der NHL Expansion Draft 1970, der ihn zu den Vancouver Canucks brachte, verhalf ihm zum Durchbruch in der NHL. Als zweitbester Scorer der Canucks schloss er die Saison 1970/71 ab und auch im Folgejahr war er einer der besten Angreifer Vancouvers. Seine Karriere endete jedoch tragisch am 12. Dezember 1972, als Ärzte bei Maki einen Hirntumor diagnostizierten. Er kehrte nie mehr aufs Eis zurück und starb an seiner Krankheit am 1. Mai 1974.
Die Canucks vergaben die Nummer 11, mit der Maki spielte, lange Zeit nicht mehr. Nur für Mark Messier, der von 1997 bis 2000 in Vancouver spielte, machte die Klubführung eine Ausnahme.

## Erfolge und Auszeichnungen
- 1964 NOJHA First All-Star Team
- 1967 CPHL Second All-Star Team
- 1969 Adams-Cup-Gewinn mit den Dallas Black Hawks
- 1970 Calder-Cup-Gewinn mit den Buffalo Bisons